# Bulbophyllum sphaenopus
Bulbophyllum sphaenopus är en orkidéart som beskrevs av Jaap J. Vermeulen. Bulbophyllum sphaenopus ingår i släktet Bulbophyllum och familjen orkidéer. Inga underarter finns listade i Catalogue of Life.